# Dorfkirche Lüderitz

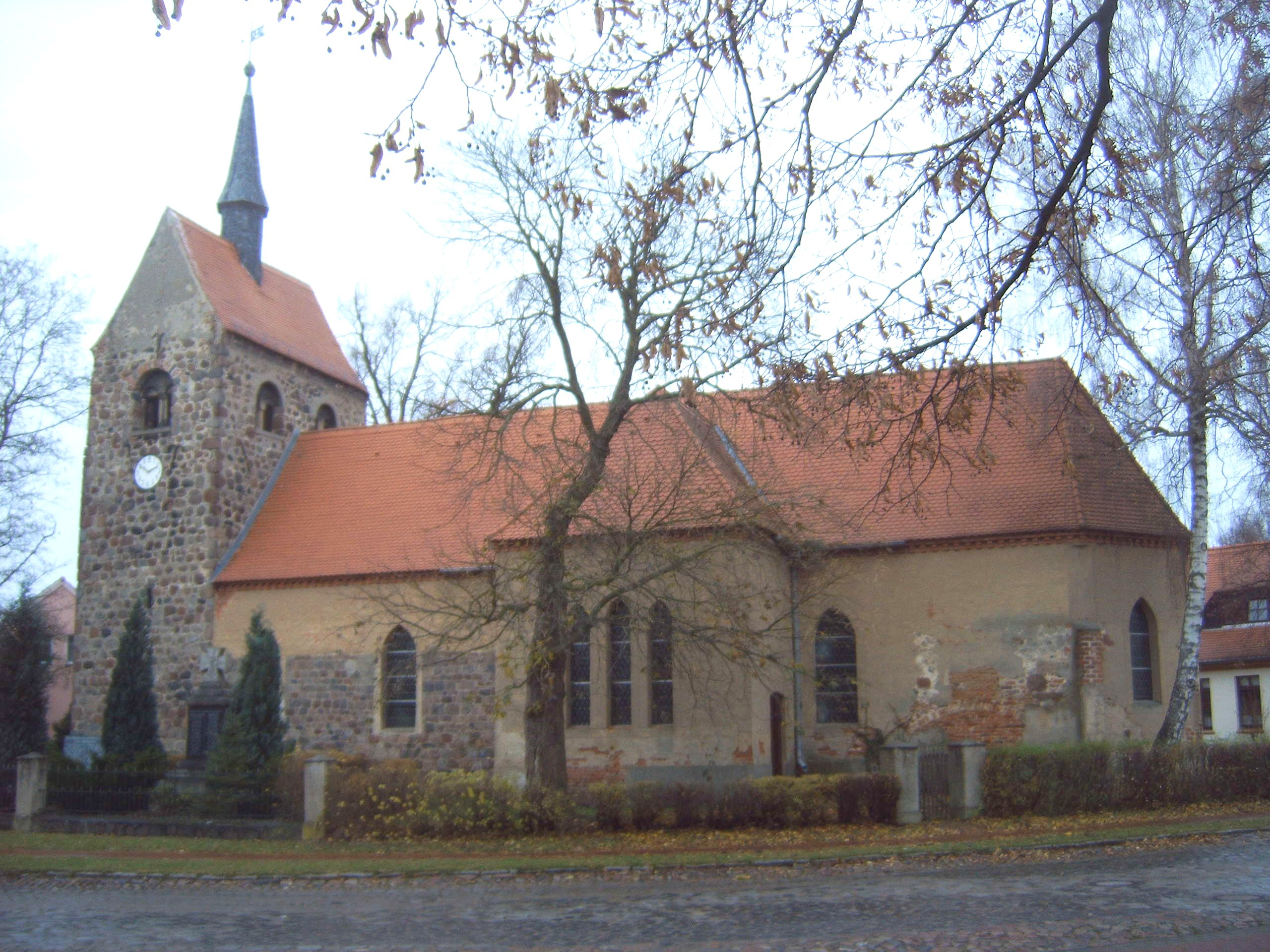
Dorfkirche Lüderitz – Südseite

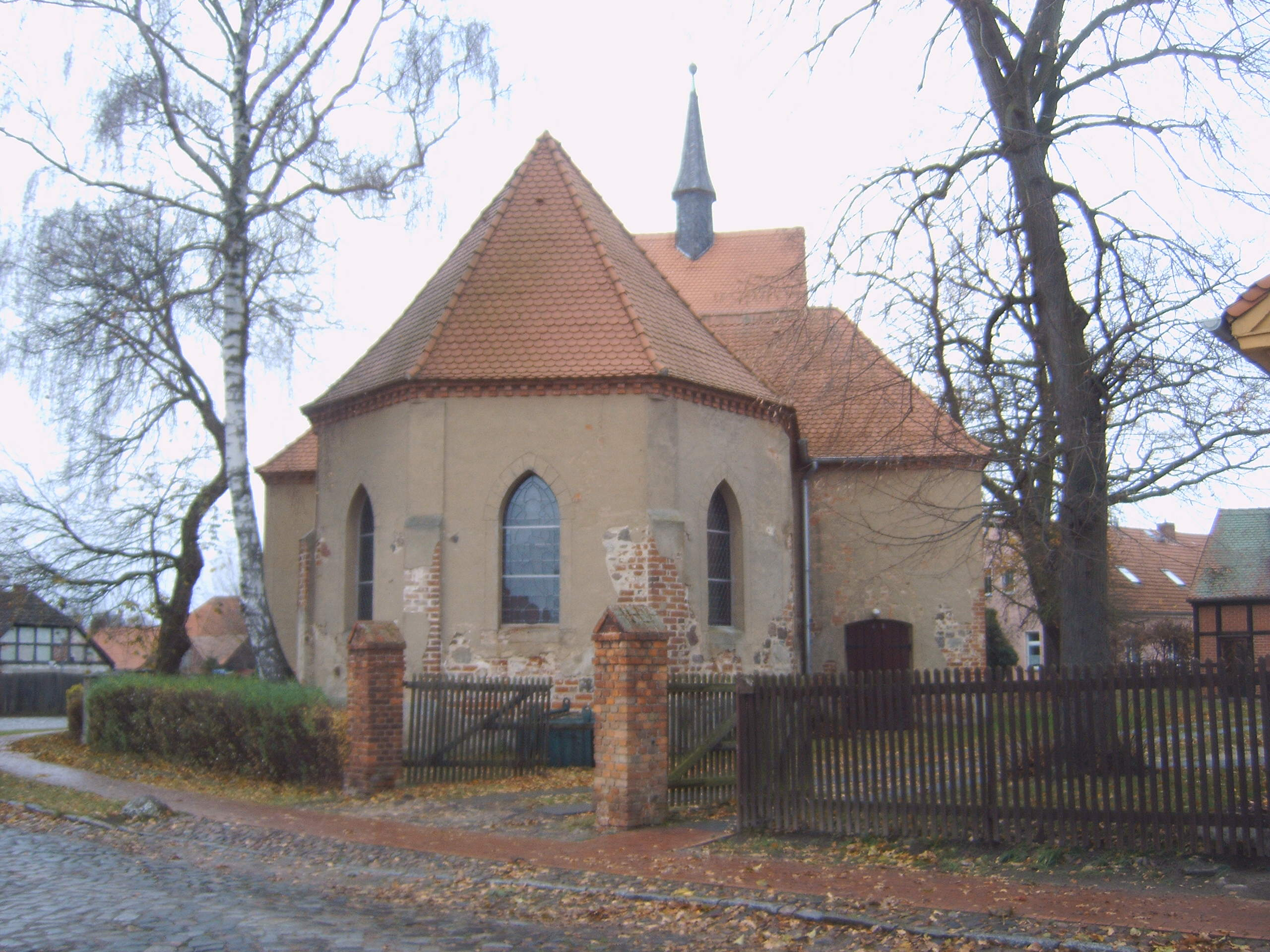
Ostseite

Die Dorfkirche Lüderitz ist die evangelische Kirche des Dorfes Lüderitz in der Altmark in Sachsen-Anhalt. Sie gehört zum Kirchenkreis Stendal der Evangelischen Kirche in Mitteldeutschland.

## Architektur
Die aus Feldsteinen errichtete Saalkirche ist romanischen Ursprungs. Die Entstehung des westlich des Kirchenschiffs befindlichen Turms geht auf die Mitte oder die zweite Hälfte des 12. Jahrhunderts zurück. Der an der Ostseite befindliche, aus dem 16. Jahrhundert stammende Chor weist einen dreiseitigen unregelmäßigen Abschluss auf.
In den Jahren 1734 bis 1736 wurde das Gebäude umgebaut, vornehmlich die Fenster und die Sakristei. Ein grundlegender weiterer Umbau wurde 1898 vorgenommen. Diese im Stil der Neogotik ausgeführten Änderungen prägen auch heute noch das Erscheinungsbild der Kirche. Insbesondere wurden an das Kirchenschiff nach Norden und Süden Querarme angebaut. Ein als Sakristei dienender vermutlich aus dem 16. Jahrhundert stammender Anbau an der Nordseite wurde dabei überbaut. Die Fenster des Kirchenschiffs wurden als Spitzbögen gestaltet. Der obere Teil des Schiffs wurde in Backstein gemauert.
Der Turm wird von einem Satteldach bedeckt, auf welchem sich ein achteckiger Dachreiter befindet. Die Schallöffnungen sind als Rundbögen gestaltet. Auf der nördlichen Seite befinden sich im Rundbogen eine romanische Mittelsäule. Die Mittelsäule auf der Südseite stammt vermutlich aus dem 18. Jahrhundert und ist aus Sandstein gefertigt. Sie weist als Ornament Muscheldarstellungen auf. Am Turm befindet sich ein neuerer Westeingang zur Kirche. Im Inneren des Turms befand sich ursprünglich ein Tonnengewölbe, welches jedoch entfernt und durch eine Holzdecke ersetzt wurde. Die Kirche verfügt über eine Bronzeglocke aus dem 14. Jahrhundert.

## Innenausstattung
Das Innere des mit einer flachen Holzbalkendecke gedeckten Kirchenschiffs geht im Wesentlichen auf die Umbauten von 1898 zurück. Sowohl der Altar als auch die Emporen und das Kirchengestühl stammen aus dieser Zeit. Ebenfalls aus dem Jahr 1898 ist auch das durch die Firma Ferdinand Müller aus Quedlinburg geschaffene farbige Glasfenster, welches einen lehrenden Christus darstellt.
Die Kanzel ist älteren Datums. Nach einer Inschrift wurde sie 1698 von Adam Bockfleisch aus Stendal geschaffen. Sie ist mit Pflanzen darstellenden Schnitzereien verziert. Eine umfangreiche Restaurierung der Kanzel erfolgte ebenfalls 1898.
Die Kirchenorgel stammt bereits aus dem Jahr 1736. Sie ist im barocken Stil gestaltet und hat heute acht Register auf einem Manual und Pedal.
Neben weiteren Verzierungen findet sich auch das Familienwappen der Familie von Lüderitz. Die im Ort ursprünglich ansässige Familie ist auch in weiteren Ausstattungsgegenständen präsent. Erwähnenswert sind insbesondere die Grabsteine für das Ehepaar Arnt (verstorben 1480) und Ilse von Lüderitz (verstorben 1478) sowie der Brüder Lüderitz von 1487. Letzterer weist Ritzzeichnung der beiden Brüder auf. Weiterhin besteht ein hölzernes aufwendig gestaltetes Epitaph für den 1686 verstorbenen Ludolff Bertram Philipp von Lüderitz.  Das mit Familienwappen und Ahnenprobe versehene Epitaph wurde 1994 restauriert.